# グランド・ティトン
グランド・ティトン（Grand Teton）は、アメリカ合衆国ワイオミング州にある山。州内で2番目に高く、グランドティトン国立公園内で最も高い。
名前の由来には議論がある。最も一般的な説明は、「グランド・ティトン」は、ノースウエスト・カンパニー(Northwest Company)のドナルド・マッケンジー(Donald McKenzie)率いる登山隊隊員のフランス系カナダ人もしくはイロコイ・インディアンによって名付けられ、フランス語で大きな胸を意味するというものである。 しかし、これに反対する歴史家もおり、アメリカ州の先住民族のティトン・スー族に因んで名付けられたものだと主張している。 
山は2つの峰を持つ。 グランド(Grand)自体(13,770フィート、4,197メートル)とエンクロージャー(Enclosure)で、エンクロージャーは輪のように囲い込む形の先史時代の岩石層のある山の副峰である。エンクロージャーはティトン山脈第二の高峰で、その地層は人類が、ヨーロッパ人の北米入植以前は最高峰まで登れなかったとしても、少なくともこの峰までは登ることができたことを証明している。

## 登攀ルート
グランド・ティトンへは、オーウェン－スポルディング・ルート(登山難易度5.5)経由で、登山用具なしに登ったり、スクランブリングすることができる。しかし、非常に危険であり、登山用具が推奨される。オーウェン－スポルディング・ルートは、初登頂を果たしたといわれる登山家に因んで名づけられた。その登山家とは、ウィリアム・オーウェン(William Owen)、フランクリン・スポルディング(Franklin Spalding)、フランク・ピーターソン(Frank Peterson)、ジョン・シャイヴ(John Shive)である。そのうちの誰が初登頂を果たしたかについては論争がある。しかしこのグループが最初であることについては大方の合意が得られている。
このルートは、ルピン・メドウズ・トレイルヘッド(Lupine Meadows Trailhead)から徒歩圏にあるアッパー・サドルから始まり、ガーネット・キャニオン(Garnet Canyon)を登り、ロウワー・サドル(Lower Saddle)に至る。
もう一つの有名な登山ルートはイクサム・リッジ・ルート (登山難易度5.6)で、グレン・イクサム(Glen Exum)が最初に登った13ピッチの危険なルートである。グレン・イクサムは、イクサム登山ガイド(Exum climbing guides)の創業者である。このルートも山の南面にある。オーウェン－スポルディング・ルートとイクサム・リッジ・ルートは、山の麓のルピン・メドウズから長時間かければ1日で登ることはできるが、平均的な人は2日かかる(バックカントリーで一夜を過ごすためには許可が必要)。北面のルートはより危険であるが、登山の世界では有名である。グランド・ティトンはまた、冬場、スキーができる。スキーで初めて下りたのは1971年春のビル・ブリッグズ(Bill Briggs)である。オーウェン－スポルディング・ルート上のルートは彼を称えて名付けられている。